# Восемнадцать дхату
Восемнадцать дхату — классификация дхарм по элементам. Восемнадцать дхату включают в себя: шесть органов чувств (индрий), шесть объектов чувств (вишайя) и шесть сознаний чувств (виджняна).
Помимо классификации дхарм по элементам существуют классификации по группам (скандха) и по базам (аятана).

## Шесть органов чувств
- Орган зрения — chakshur-dhatu
- Орган слуха — shrotria-dhatu
- Орган обоняния — ghrana-dhatu
- Орган вкуса — jihva-dhatu
- Орган осязания — kaya-dhatu
- Мыслительные способности, сознание — mano-dhatu

## Шесть объектов чувств
- Видимое (цвет и форма) — rupa-ayatana
- Слышимое (звук) — shabda-ayatana
- Обоняемое (запах) — gandha-ayatana
- Вкушаемое (вкус) — rasa-ayatana.
- Осязаемое — sprashtavya-ayatana.
- Нечувственные объекты — dharma-ayatana или dharmah

## Шесть сознаний чувств
- Сознание видимого (зримого) — chakshur-vijnana-dhatu
- Сознание слышимого — shrotria-vijnana-dhatu
- Сознание обоняемого — ghrana-vijnana-dhatu
- Сознание вкушаемого — jihva-vijnana-dhatu
- Сознание осязаемого — kaya-vijnana-dhatu
- Сознание нечувственного — mano-vijnana-dhatu